# Эшелон Майкельсона
Эшелон Майкельсона — спектральный прибор, представляющий собой стопу стеклянных или кварцевых пластин одинаковой толщины, сложенных в форме «ступенек» на оптический контакт — так, чтобы их концы образуют «лестницу» со ступеньками равной высоты. Построен американским физиком Альбертом Майкельсоном в 1898 году.

## Структура
Эшелон Майкельсона является многолучевым спектральным прибором высокой разрешающей силы, состоящим из набора плоскопараллельных стеклянных или кварцевых пластинок одинаковой толщины. Они устанавливаются на оптический контакт так, чтобы образовать импровизированную лестницу. Точность изготовления плоскостей пластинок, их параллельность и толщина должны быть порядка {\displaystyle (1/50)\lambda }. Толщина пластинок может быть около 5 до 10 мм или меньше, число пластинок варьируется от 25 до 30. Способ образования когерентных пучков и оптическая схема такие же, как в дифракционной решётке.

## Принцип действия
Параллельный пучок света, попадая на эшелон, разделяется на несколько лучей (в зависимости от числа пластин), проходящих разные пути в материале пластин (в прозрачных эшелонах) или в воздухе (при отражении от покрытых зеркальным слоем ступенек в отражательных эшелонах). Оптический путь света в стекле в 1,5 раза больше, чем равный ему геометрический путь в воздухе (при показателе 1,5 преломления света в стекле). Лучи M и N, попавшие на соседние ступеньки, выходят с разностью хода {\displaystyle \delta =nd-d=d(n-1)=0,5d}, где d — толщина пластины.
Приобретая разность хода, лучи интерферируют между собой аналогично интерференции в дифракционной решётке, однако разность хода в эшелоне составляет тысячи или десятки тысяч длин волн света (возможно наблюдение спектров тысячного порядка в эшелоне, в то время как в обычной дифракционной решётке — спектров с порядком не более 10), а число лучей не превышает 30—40. Так, при наложении на разности хода обычного условия для получения светлой полосы по нормали {\displaystyle \delta =0,5,d=m\lambda }, принимая долину волны λ = 0,5 мк и толщину d = 1 мм получается m = 1000. Тем самым наблюдается спектр тысячного порядка, но при этом крайне мала область дисперсии. Так, при 30 пластинах толщиной 10 мм каждая, показателе преломления n = 1,5 и длине волны 500 нм рабочий порядок спектра будет составлять 10 000, но область дисперсии составит всего 5 · 10-2 нм, что является существенным недостатком и требует предварительной высокой степени монохроматизации исследуемого спектра.
Эшелон Майкельсона используется в качестве спектроскопа, обладает высокой разрешающей способностью и подходит для анализа узких участков спектра (1—2 x 10-11 м). В него направляют предварительно монохроматизированный свет, «вырезая» в излучении узкий спектральный интервал для анализа в эшелоне. Отражательные эшелоны, чья разрешающая сила выше в 4 раза по сравнению с прозрачными, применяют для исследования ультрафиолетовых и инфракрасных лучей. На ступеньки таких эшелонов наносятся отражающие покрытия, и работа ведётся в отражённом свете, однако трудность изготовления отражательных эшелонов ограничивает их применение. Эшелоны позволяют разложить чрезвычайно тесные группы спектральных линий, но при высоком порядке получаемых спектров имеет место наложение соседних спектров. Вследствие этого ступенчатые решётки применяются исключительно для анализа «сверхтонкой структуры» отдельных спектральных линий.